# Греко-римская борьба на летних Олимпийских играх 1960 — до 79 кг
Соревнования по греко-римской борьбе в рамках Олимпийских игр 1960 года в среднем весе (до 79 килограммов) прошли в Риме с 26 по 31 августа 1960 года в «Базилике Максенция».
Турнир проводился по системе с начислением штрафных баллов, но в сравнении с прошлыми играми, сменилась система их начисления и был введён такой результат, как ничья. За чистую победу штрафные баллы не начислялись, за победу по очкам борец получал один штрафной балл, за ничью два штрафных балла, за поражение по очкам три штрафных балла, за чистое поражение — четыре штрафных балла. Борец, набравший шесть штрафных баллов, из турнира выбывал. Трое оставшихся борцов выходили в финал, где проводили встречи между собой. Встречи между финалистами, состоявшиеся в предварительных схватках, шли в зачёт. Схватка по регламенту турнира продолжалась 12 минут. Если в течение первых шести минут не было зафиксировано туше, то судьи могли определить борца, имеющего преимущество. Если преимущество никому не отдавалось, то назначалось четыре минуты борьбы в партере, при этом каждый из борцов находился внизу по две минуты (очередность определялась жребием). Если кому-то из борцов было отдано преимущество, то он имел право выбора следующих шести минут борьбы: либо в партере сверху, либо в стойке. Если по истечении четырёх минут не фиксировалась чистая победа, то оставшиеся две минуты борцы боролись в стойке.
В среднем весе боролись 24 участника. Самым молодым был 21-летний борец Лотар Метц, самым возрастным 33-летний Луиш Кальдаш. В отсутствие Гиви Картозии, действующего чемпиона Олимпийских игр и победителя трёх последних чемпионатов мира, который перешёл в полутяжёлый вес, явных фаворитов не было. К числу претендентов на награды можно было отнести Казыма Айваза, действующего олимпийского чемпиона и чемпиона мира, но в полусреднем весе, действующего вице-чемпиона Олимпийских игр Димитра Добрева и бронзового призёра чемпионата мира Лотара Метца. Судьба первых двух мест решилась ещё до финала, в шестом круге, когда остался единственный борец, обладающий правом на дальнейшее участие в турнире: Димитр Добрев; все остальные перебрали штрафных баллов и выбыли из турнира. Лотару Метцу, как имеющему меньше всех среди выбывших штрафных баллов, досталось второе место, а за третье место была проведена встреча между Цэрану и Айвазом, в которой победил румынский борец.  

## Призовые места
- Димитр Добрев (BUL)
- Лотар Метц (EUA)
- Йон Цэрану (ROU)

## Первый круг
| Штрафных баллов | Участник 1                | Результат    | Участник 2                 | Штрафных баллов |
| --------------- | ------------------------- | ------------ | -------------------------- | --------------- |
| 2               | Болеслав Дубицкий (POL)   | Ничья        | Оддвар Барли (NOR)         | 2               |
| 2               | Хамму Хаддауи Хадир (MAR) | Ничья        | Рональд Хунт (AUS)         | 2               |
| 2               | Мансур Хазрати (IRI)      | Ничья        | Пентти Пункари (FIN)       | 2               |
| 1               | Иржи Корманик (TCH)       | По очкам     | Андре Ламю (FRA)           | 3               |
| 1               | Казым Айваз (TUR)         | По очкам     | Марчиано Маньяни (ITA)     | 3               |
| 0               | Лотар Метц (EUA)          | Туше (7:30)  | Раймонд Шуммер (LUX)       | 4               |
| 1               | Рассел Камильери (USA)    | По очкам     | Шарль Берто (SUI)          | 3               |
| 0               | Якуб Романос (LIB)        | Туше (12:00) | Хельмут Лёнгле (AUT)       | 4               |
| 0               | Николай Чучалов (URS)     | Туше (4:34)  | Леопольд Израельссон (SWE) | 4               |
| 0               | Димитр Добрев (BUL)       | Туше (8:48)  | Луиш Кальдаш (POR)         | 4               |
| 1               | Дьёрдь Гурич (HUN)¹       | По очкам     | Альберт Мишель (BEL)       | 3               |
| 0               | Йон Цэрану (ROU)          | Туше (6:36)  | Нобору Аоми (JPN)          | 4               |

¹ Снялся с соревнований

## Второй круг
| Штрафных баллов | Участник 1                 | Результат    | Участник 2                | Штрафных баллов |
| --------------- | -------------------------- | ------------ | ------------------------- | --------------- |
| 2               | Оддвар Барли (NOR)         | Туше (6:17)  | Рональд Хунт (AUS)        | 6               |
| 2               | Болеслав Дубицкий (POL)    | Туше (5:44)  | Хамму Хаддауи Хадир (MAR) | 6               |
| 3               | Пентти Пункари (FIN)       | По очкам     | Андре Ламю (FRA)          | 6               |
| 2               | Иржи Корманик (TCH)        | По очкам     | Мансур Хазрати (IRI)      | 5               |
| 1               | Лотар Метц (EUA)           | По очкам     | Марчиано Маньяни (ITA)    | 6               |
| 1               | Казым Айваз (TUR)          | Туше (9:20)  | Раймонд Шуммер (LUX)      | 8               |
| 1               | Рассел Камильери (USA)     | Туше (11:33) | Хельмут Лёнгле (AUT)      | 8               |
| 1               | Якуб Романос (LIB)         | По очкам     | Шарль Берто (SUI)         | 6               |
| 1               | Димитр Добрев (BUL)        | По очкам     | Николай Чучалов (URS)     | 3               |
| 4               | Леопольд Израельссон (SWE) | Туше (0:47)  | Луиш Кальдаш (POR)        | 8               |
| 4               | Альберт Мишель (BEL)       | По очкам     | Нобору Аоми (JPN)         | 7               |
| 0               | Йон Цэрану (ROU)           | Пропускал    |                           |                 |

## Третий круг
| Штрафных баллов | Участник 1              | Результат   | Участник 2                 | Штрафных баллов |
| --------------- | ----------------------- | ----------- | -------------------------- | --------------- |
| 0               | Йон Цэрану (ROU)        | Туше (0:52) | Оддвар Барли (NOR)         | 6               |
| 3               | Болеслав Дубицкий (POL) | По очкам    | Пентти Пункари (FIN)       | 6               |
| 2               | Казым Айваз (TUR)       | По очкам    | Мансур Хазрати (IRI)       | 8               |
| 4               | Иржи Корманик (TCH)     | Ничья       | Лотар Метц (EUA)           | 3               |
| 3               | Рассел Камильери (USA)  | Ничья       | Якуб Романос (LIB)         | 3               |
| 4               | Николай Чучалов (URS)   | По очкам    | Альберт Мишель (BEL)       | 6               |
| 2               | Димитр Добрев (BUL)     | По очкам    | Леопольд Израельссон (SWE) | 7               |

## Четвёртый круг
| Штрафных баллов | Участник 1            | Результат    | Участник 2              | Штрафных баллов |
| --------------- | --------------------- | ------------ | ----------------------- | --------------- |
| 2               | Йон Цэрану (ROU)      | Ничья        | Болеслав Дубицкий (POL) | 5               |
| 2               | Казым Айваз (TUR)     | Туше (4:55)  | Иржи Корманик (TCH)     | 8               |
| 3               | Лотар Метц (EUA)      | Туше (11:49) | Рассел Камильери (USA)  | 7               |
| 4               | Николай Чучалов (URS) | Туше (2:30)  | Якуб Романос (LIB)      | 7               |
| 2               | Димитр Добрев (BUL)   | Пропускал    |                         |                 |

## Пятый круг
| Штрафных баллов | Участник 1          | Результат | Участник 2              | Штрафных баллов |
| --------------- | ------------------- | --------- | ----------------------- | --------------- |
| 3               | Димитр Добрев (BUL) | По очкам  | Йон Цэрану (ROU)        | 5               |
| 4               | Казым Айваз (TUR)   | Ничья     | Болеслав Дубицкий (POL) | 7               |
| 4               | Лотар Метц (EUA)    | По очкам  | Николай Чучалов (URS)   | 7               |

## Шестой круг
| Штрафных баллов | Участник 1          | Результат | Участник 2        | Штрафных баллов |
| --------------- | ------------------- | --------- | ----------------- | --------------- |
| 4               | Димитр Добрев (BUL) | По очкам  | Казым Айваз (TUR) | 7               |
| 7               | Йон Цэрану (ROU)    | Ничья     | Лотар Метц (EUA)  | 6               |

## Финал

### Встреча 1
| Штрафных баллов | Участник 1       | Результат | Участник 2        | Штрафных баллов |
| --------------- | ---------------- | --------- | ----------------- | --------------- |
|                 | Йон Цэрану (ROU) | По очкам  | Казым Айваз (TUR) |                 |